# Гурупи (футбольный клуб)
«Гуру́пи» (порт.-браз. Gurupi Esporte Clube) — бразильский футбольный клуб представляющий одноимённый город из штата Токантинс. В 2017 году клуб будет выступать в Серии D Бразилии.

## История
Клуб основан 15 сентября 1988 года, домашние матчи проводит на арене «Резендао», вмещающей 3 000 зрителей. «Гурупи» шесть раз побеждал в чемпионате штата Токантинс и четырежды становился вице-чемпионом. Несмотря на небольшое число титулов, «Гурупи» является рекордсменом своего штата, поскольку первенство Лиги Токантиненсе проводится лишь с 1989 года.
Три раза в своей истории клуб выступал в Серии C Бразилии, лучший результат 29-е место в 1996 году. В 2011 году клуб дебютировал в Серии D чемпионата Бразилии, заняв 9-е место. В 2017 году команда вновь будет участвовать в Серии D.

### Статистика выступлений
| Выступления в чемпионатах Бразилии |          |       |
| Год                                | Дивизион | Место |
| 1995                               | Серия C  | 50-е  |
| 1996                               | Серия C  | 29-е  |
| 2004                               | Серия C  | 38-е  |
| 2013                               | Серия D  | 9-е   |
| 2017                               | Серия D  | 14-е  |

## Достижения
- Чемпион штата Токантинс (6): 1996, 1997, 2010, 2011, 2012, 2016